# Sayed Gouda
Sayed Gouda (Caïro, 1968) is een Egyptisch schrijver.
Gouda werd geboren in Egypte, maar woont sinds 1992 in Hongkong, China. In 1990 won Gouda een eerste prijs voor poëzie. Hij heeft drie boeken uitgebracht met poëzie in het Arabisch, en een verhaal in het Engels, met de titel Once Upon a Time in Cairo. Verder heeft hij meerdere werken vertaald in het Arabisch, Chinees en Engels. Momenteel is hij redacteur van een drietalige literaire website genaamd Arabic Nadwah. Sayed Gouda organiseert sinds april 2004, een maandelijkse literaire bijeenkomst in Hongkong. Verder heeft hij een uitgeverij in Hongkong, vooral om Arabische werken te vertalen in het Engels en Chinees.

## Uitgaven
- The Smoke of Love – Arabische poëzie uitgegeven in Caïro in 1990
- The Sad Questions of Cassandra – Arabische poëzie uitgegeven in Caïro in 2005
- Between a Broken Dream and Hope – Arabische poëzie uitgegeven in Caïro in 2005
- Once Upon a Time in Cairo – Engels verhaal uitgegeven in Hongkong in 2006